# Ньясси, Сайней
Сайней Ньясси (англ. Sainey Nyassi, 31 января 1989 года, Бвиам) — гамбийский футболист, полузащитник.

## Карьера

### Клубная
Воспитанник клуба "Гамбия Портс Ауторити". В 2007 году во время выступлений на Чемпионате мира среди молодежных команд в Канаде на Ньясси обратил внимание главный тренер американского клуба MLS "Нью-Инглэнд Революшн"  Стив Никол. Вскоре он пригласил его к себе в команду вместе с соотечественником Абдули Мансалли. Всего за клуб полузащитник отыграл семь сезонов. Вместе с ним он побеждал в Открытом кубке США.
В 2013 году гамбиец выступал за "Ди Си Юнайтед", после чего хавбек на один сезон уехал в Финляндию. Последним клубом в карьере Ньясси был "Эдмонтон".

### В сборной
За сборную Гамбии полузащитник дебютировал 1 марта 2010 года в товарищеском матче против Анголы, который завершился со счетом 1:1. Всего за национальную команду он провел шесть игр и забил два гола.

## Достижения
- Финалист Кубка MLS (1): 2007.
- Победитель Открытого кубка США (2): 2007, 2013.
- Чемпион Североамериканской суперлиги (1): 2008.
- Чемпион Гамбии (1): 2006.
- Обладатель Кубка Гамбии (1): 2007.

## Семья
Брат-близнец хавбека Санна Ньясси также является футболистом.